# Vyacheslav Volodin
Vyacheslav Viktorovich Volodin (em russo: Вячесла́в Викторович Воло́дин; Alekseyevka, 4 de fevereiro de 1964) é um político russo que atua como 10º Presidente da Duma Federal desde 5 de outubro de 2016.
Ele é ex-assessor do presidente Vladimir Putin. Ex-secretário-geral do partido Rússia Unida, ele foi deputado na Duma Federal de 1999 a 2011 e de 2016 até os dias atuais. De 2010 a 2012, ele foi vice-primeiro-ministro da Rússia. Ele também é ex-primeiro vice-Chefe de Estado da administração presidencial da Rússia. Volodin projetou a virada conservadora de Putin em seu terceiro mandato.

## Biografia
Volodin formou-se em engenharia mecânica pela Faculdade de Organização e Tecnologia do Instituto Saratov de Mecanização da Agricultura em 1986, seguido de um diploma em direito pela Academia de Serviços do Estado da Rússia sob o presidente da Federação Russa em 1995 e um doutorado em direito do Instituto de São Petersburgo do Ministério do Interior em 1996 com a tese "Uma entidade constituinte russa: problemas de poder, legislação e administração". Ele também trabalhou como professor universitário e professor assistente.
Em 1990, ele foi eleito membro do Conselho Municipal de Saratov. Desde 1992, Volodin é vice-chefe de administração de Saratov, e desde 1994 ele é vice-presidente da Duma regional de Saratov e, em 1996, foi nomeado vice-governador da região de Saratov.
Nas eleições legislativas russas em 1999, ele foi candidato ao bloco político Pátria - Toda a Rússia. Depois de ser eleito, Volodin tornou-se vice-presidente da terceira Duma Federal e, em setembro de 2001, ele foi o chefe da Pátria - Toda a Rússia.
Em 2003, ele concorreu a um assento na quarta Duma Federal e foi eleito representante de Balakovo, na região de Saratov. Na quarta Duma Federal, ele foi vice-presidente novamente e nomeou o primeiro vice-chefe da fração do partido governante Rússia Unida, que foi fundado em 2001.
Em 28 de abril de 2014, após o referendo sobre o status da Crimeia, o Tesouro dos Estados Unidos colocou Volodin na Lista de Nacionais Especialmente Designados (SDN), uma lista de indivíduos sancionados como "membros do círculo interno da liderança russa". As sanções congelam todos os bens que ele possui nos Estados Unidos e o proíbem de entrar no país.
Em 12 de maio de 2014, Volodin foi adicionado à lista de sanções da União Europeia devido ao seu papel na Crise da Crimeia de 2014. Ele está impedido de entrar nos países da UE, e seus bens na UE precisaram ser congelados.
Desde 2009, é o autor de mais de 50 publicações científicas é o Chefe da Escola de Administração Estatal da Universidade de Moscou. Volodin tem uma filha e dois filhos.
A mãe de Vyacheslav Volodin Barabanov, Lidia Petrovna, nascida em 6 de abril de 1936, trabalhou toda a sua vida como professora de escola primária - em particular na vila de Alekseevka na região de Saratov. Segundo Rosreestr, em agosto de 2018, Lidia Petrovna é dona de um apartamento no complexo residencial de 390,6 metros quadrados de elite "White Swan" no distrito de Ramenka, em Moscou. Lidia Barabanova também é proprietária da Dniprovo Holding JSC, da Gorodnyanskoye Agricultural Enterprise LLC.